# زجاج بياني

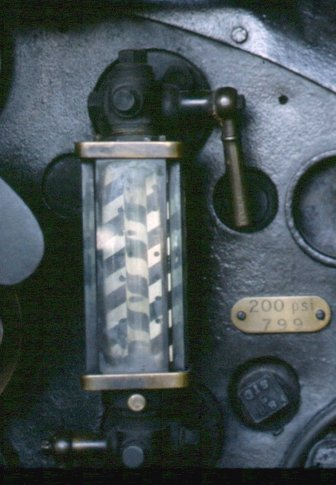
مؤشر مياه في قاطرة بخارية. يبلغ مستوى المياه هنا إلى أقصى نقطة عند الصامولة العلوية، ليشير لأقصى معدل شغل. يساعد تباين اللونين الأبيض والأسود على قراءة أفضل للمنسوب..

الزجاج البياني أو الزجاج الكاشف هو أنبوبة شفافة يمكن من خلالها ملاحظة مستوى مائع معين في خزان أو غلاية.

## السوائل في الخزانات
تستخدم أنابيب بلاستيكية أو زجاجية بسيطة في الخزانات من خلال توصيل إحدى نهايتيها في أسفل الخزان والنهاية الأخرى عند قمته. يرتفع منسوب السائل في الأنبوبة إلى نفس منسوبه بداخل الخزان بنفس مبدأ عمل الأوان المستطرقة. وفي الفترة الحالية، تستخدم مفاتيح طافية متطورة بدلًا من الزجاج البياني في العديد من التطبيقات.

## مراجل البخار
في الحالات التي يكون فيها السائل خطر أو بضغط كبير، يجب أن تصنع الزجاجات البيانية باحتياطات إضافية. في حالة المراجل البخارية، يكون ضغط المياه في أسفل المرجل متساوي مع ضغط البخار في أعلاه، لذا فأي تغير في مستوى المياه سيظهر في المؤشر. تحاط الزجاجة البيانية الشفافة بغطاء معدني أو زجاجي مقوى لحمايتها من التحطم أو الخدوش، كما توفر المزيد من الأمان في حالة انكسار الزجاجة. يستخدم عادة لوحة منقوشة توضع خلف المؤشر لإيضاح مستوى المياه في الأنبوبة لتسهيل القراءة. وفي بعض القاطرات حيث يصل البخار إلى ضغط هائل، يستخدم زجاج مقوى معدنيًا. من الضروري المحافظة على منسوب المياه عند مستوى معين، فخلاف ذلك ستتعرض قمة الموقد للاحتراق متسببة في مخاطر جسيمة وربما مشاكل كارثية.
للتأكد من إظهار الأنبوب لنتائج صحيحة وأن الأنابيب الواصلة إلى الغلاية ليست مسدودة بالرواسب الكلسية، يجب تحريك مستوى المياه عن طريق فتح الصنابير بسرعة وبالتتابع للسماح لكية طفيفة من الماء بالمرور عبر صنبور الاستنزاف.

## الفشل
يتطلب المؤشر الزجاجي في الغلاية أن يتم فحصه دوريًا واستبداله إذا ما لوحظ أن الرقاقة في الصامولة السادّة قد بليت، لكن قد تستمر المشكلة في الحدوث. يفترض أن يحمل السائقون أنبوبتين زجاجيتين أو أكثر لهم الطول المطلوب، ومزودين بالقطع المطاطية، وذلك لاستبدال الأنابيب التالفة في الطريق. ويعد تدرب السائقين على استبدال هذه الزجاجات ضروري للغاية، فمن الطبيعي أن يحطم المتدربون الأنبوبة الزجاجية أثناء تدريبهم على تركيب أنابيب جديدة.

## المقياس الانعكاسي
يعد المقياس الانعكاسي أكثر تعقيدًا في التركيب لكنه يعطي نتائج أوضح للفصل بين الغاز (البخار) والسائل (الماء). وبدلًا من الإبقاء على الوسط في الأنبوبة الزجاجية، يتركب المقياس من جسم معدني مشقوق ومثبت رأسيًا وله شريحة من الزجاج المقوى تثبت على الجانب المفتوح من الجسم المعدني في اتجاه المائع. الجانب الآخر من الشريحة الزجاجية يواجه القارئ، وله تموجات مشكلة على سطحه. تحمل التموجات شكل «الزجزاج» بزاوية 90 درجة. ينكسر الضوء الداخل للزجاجة على السطح الخلفي للزجاج والملامس للوسط. في المنطقة المتصلة بالغاز، ينكسر معظم الضوء من السطح إلى أول التمويج ومنه إلى التمويج التالي له ليعود في النهاية إلى القارئ، ليظهر بالأبيض الرصاصي. أما المنطقة الملامسة للسائل، ينعكس معظم الضوء إلى السائل متسببًا في ظهور هذه المنطقة سوداء تقريبًا للقارئ. ونظرًا للطبيعة الكاوية للإضافات المزيلة للتدرج في الغلايات (مرقّقات المياه {{إنج|water softeners}})، تتغير تموجات المياه سريعًا نسبيًا في المقياس الانعكاسي لتفقد فعاليتها في كشف مستوى السائل. وعليه، تستخدم مقاييس ثنائية اللون لأنواع محددة من الغلايات، خاصة تلك التي تعمل في ضغط أعلى من 60 بار.

## مقاييس ثنائية اللون
تفضل المقاييس ثنائية اللون عامة للأوساط الكاوية، وذلك لتخدم حماية الزجاج. تتركب هذه المقاييس من جسم معدني مشقوق ومثبت رأسيًا وله سطح زجاجي مقوى في الأمام والخلف. لا يقع السطحان في مستويين متوازيين رأسيًا. يقع خلف جسم المؤشر مصدران ضوئيان لهما طولين موجيين مختلفين، عادة أحمر وأخضر. ونتيجة تباين انعكاس اللونين الأحمر والأخضر، تبدو المنطقة السائلة باللون الأخضر للقارئ، بينما تظهر منطقة الغاز باللون الأحمر. على عكس المقياس الانعكاسي، لا تتطلب المقاييس ثنائية اللون أن يلامس سطحها الوسيط مباشرة، ويمكن حمياته بطبقة من مادة مقاومة للمواد الكاوية وشفافة مثل السليكا.

## مقاييس مغناطيسية
تعتمد فكرة المقياس المغناطيسي على جسم طافٍ فوق سطح السائل ويحتوي على مغناطيس دائم. يتواجد السائل في غرفة من مادة قوية غير مغناطيسية لتجنب استخدام الزجاج.

## تاريخ
تعود أول مركبة تم تزويدها بالجهاز عام 1829 بواسطة جون راستريك.